# Генрі Молісон
Генрі Ґустав Молісон (англ. Henry Gustav Molaison, 26 лютого 1926 — 2 грудня 2008), широко відомий як пацієнт ГМ, був американцем, якому зробили двобічну медіальну скроневу лобектомію для хірургічної резекції передніх двох третин його гіпокампу, парагіппокампальної кори, енторинальної кори, грушоподібної кори, і мигдалеподібного тіла в спробі вилікувати скроневу епілепсію. Хоча операція була частково успішною в контролі його епілепсії, серйозним побічним ефектом було те, що він став нездатним формувати нові спогади.

## Загальна інформація
Велосипедна аварія в дитинстві часто розглядається як ймовірна причина епілепсії. У Молісона почалися незначні напади у віці 10 років; з 16 років судоми стали великими. Попри високі дози протисудомних препаратів, напади Генрі Молісона робили його непрацездатним. Коли йому було 27 років, нейрохірург В. Б. Сковілл запропонував Генрі Молісону експериментальну процедуру. Раніше Сковілл робив операції лише на психотичних пацієнтах.
Операція була проведена в 1953 році і Генрі широко вивчався з кінця 1957 року до його смерті в 2008 році. Він проживав в інституті догляду у Віндзор-Локсі, штат Коннектикут, де був об'єктом досліджень. Його справа відіграла важливу роль у розвитку теорій, які пояснюють зв'язок між функцією мозку та пам'яттю, а також у розвитку когнітивної нейропсихології, галузі психології, яка прагне зрозуміти, як структура та функція мозку пов'язані зі специфічними психологічними процесами.
Мозок Молісона зберігається в Каліфорнійському університеті в Сан-Дієго, де 4 грудня 2009 року був розрізаний на гістологічні зрізи. Створена модель мозку була оприлюднена у 2014 році.

## Біографія
Генрі Молісон народився 26 лютого 1926 року в Манчестері, штат Коннектикут, і у віці семи років переніс невиліковну епілепсію, яку іноді приписують аварії на велосипеді. Протягом багатьох років у нього були мінорні або парціальні напади, а потім великі або тоніко-клонічні напади після його 16-річчя. Деякий час він працював на конвеєрі, але до 27 років попри високі дози протисудомних ліків настільки втратив працездатність через напади, що не міг ні працювати, ні вести нормальний спосіб життя.
1953 року його направили на лікування до нейрохірурга Вільяма Сковілла у Гартфордську лікарню. Сковілл локалізував осередок епілепсії у правій та лівій медіальній скроневих частках і запропонував зробити їхню резекцію. Резекція була проведена 25 серпня 1953 року, на операції видалили гіпокамп і прилеглі структури, включаючи більшу частину енторинальної кори мозку.
Після операції, яка дала можливість контролювати епілепсію, Молісон страждав від сильної антероградної амнезії. Хоча його робоча та процедурна пам'ять не були порушені, він більше не міг запам'ятовувати події в експліцитній пам'яті. На думку деяких вчених, у нього була порушена здатність формувати нове семантичне знання. Попри це, він міг, наприклад, вивчати нові моторні навички, хоч і не міг згодом згадати, як він їх вивчив. Його гіпокамп здавався абсолютно нефункціональним, оскільки решта 2 см тканини гіпокампа, здавалося, атрофувалися, а частина його передньолатеральної скроневої кори також була зруйнована.
Дослідники сперечаються щодо ступеня його порушення. Він також мав помірну ретроградну амнезію і не міг згадати більшість подій за період від одного до двох років до операції, а також деякі події до 11 років тому, що означає, що його амнезія була часовою.
Про цей випадок вперше повідомили Сковілл і Бренда Мілнер у 1957 році, які згадали його як «Генрі Молісона». Його повне ім'я було розкрито широкій громадськості лише після смерті. Хоча дослідники говорили йому про важливість його стану та про його популярність у світі неврологічних досліджень, він не зміг засвоїти такі факти, як спогади.
Ближче до кінця життя Молісон регулярно заповнював кросворди. Він зміг заповнити відповіді на підказки, які посилалися на знання до 1953 року. Для інформації після 1953 року він зміг змінити старі спогади новою інформацією. Наприклад, він міг додати спогад про Джонаса Солка, змінивши свою пам'ять про поліомієліт.
Молісон помер 2 грудня 2008 року.

## Розуміння формування пам'яті
Молісон мав вплив не лише завдяки знанням, які він надав про порушення пам'яті та амнезію, а й тому, що вважалося, що його точна операція на мозку дозволила добре зрозуміти, як певні ділянки мозку можуть бути пов'язані з певними процесами, які, як припускають, відбуваються у формуванні пам'яті. Таким чином його випадок був використаний для надання інформації про патологію мозку та допоміг сформувати теорії нормальної функції пам'яті.
Зокрема, його очевидна здатність виконувати завдання, які вимагають відкликання з короткочасної пам'яті та процедурної пам'яті, але не з довготривалої епізодичної пам'яті, свідчить про те, що пригадування з цих систем пам'яті може бути опосередковане, принаймні частково, різними ділянками мозку. Подібним чином його здатність пригадувати довгострокові спогади, які існували задовго до його операції, але нездатність створювати нові довгострокові спогади, свідчить про те, що кодування та пошук інформації про довгострокову пам'ять також може відбуватися за допомогою різних систем.
Тим не менш, візуалізація мозку Молісона наприкінці 1990-х років показала, що ступінь пошкодження був більш поширеним, ніж вважали попередні теорії, що ускладнило ідентифікацію будь-якої окремої області або навіть ізольованого набору областей, відповідальних за дефіцит ГМ.

## Внесок у науку
Дослідження Молісона революціонізувало розуміння організації людської пам'яті. Він надав широкі докази відмови від старих теорій і формування нових теорій про людську пам'ять, зокрема про її процеси та нейронні структури, що лежать в основі.
Мозок Молісона був предметом анатомічного дослідження, яке фінансувалося Dana Foundation і Національним науковим фондом. Мета проекту, очолюваного Якопо Аннезе з Обсерваторії мозку Каліфорнійського університету в Сан-Дієго, полягала в тому, щоб забезпечити повне мікроскопічне дослідження всього мозку, щоб виявити неврологічну основу історичного порушення пам'яті Молісона на клітинному рівні. 4 грудня 2009 року група Аннесе отримала 2401 зріз мозку з лише двома пошкодженими і 16 потенційно проблематичними. Цифрова 3D-реконструкція його мозку була завершена на початку 2014 року
Результати дослідження були опубліковані в Nature Communications за січень 2014 року. Дослідники виявили, на свій подив, що половина тканини гіпокампа Генрі Молісона пережила операцію 1953 року, що має глибокі наслідки для минулих і майбутніх інтерпретацій нейроповедінкового профілю Генрі Молісона і попередня література описувала ГМ як пацієнта з «чистим» ураженням гіпокампа. Крім того, раніше несподіване дискретне ураження було виявлено в префронтальній корі. Ці висновки пропонують переглянути необроблені дані поведінкового тестування. Тривимірна віртуальна модель головного мозку дозволила відтворити динаміку операції; було виявлено, що пошкодження мозку над лівою орбітою могло бути спричинене доктором Сковіллом, коли він підняв лобову частку, щоб досягти медіальних скроневих часток.
У статті також описано загальний нейропатологічний стан головного мозку за допомогою різних методів візуалізації. Оскільки Генрі Молісону було 82 роки, коли він помер, його мозок значно постарів. Було виявлено декілька патологічних ознак, деякі з яких були серйозними та сприяли його когнітивному зниженню.

## Амнезія
Загальний стан Молісона був описаний як важка антероградна амнезія, а також як тимчасова ретроградна амнезія. Оскільки до операції у Молісона не спостерігалося жодних порушень пам'яті, причиною розладу пам'яті можна вважати видалення медіальних скроневих часток. Отже, можна вважати, що медіальні скроневі частки є основним компонентом, залученим у формування семантичної та епізодичної довготривалої пам'яті (пор. медіальні скроневі частки, описані як зона конвергенції для епізодичного кодування. Подальші докази цього припущення були отримані в дослідженнях інших пацієнтів з ураженням їхніх медіальних структур скроневої частки.
Попри симптоми амнезії, тести на інтелектуальні здібності Молісона показали цілком нормальний результат, що свідчить про те, що деякі функції пам'яті (наприклад, короткочасна пам'ять, запаси слів, фонеми тощо) не були порушені операцією. Однак, щодо розуміння та продукування мови на рівні речення Молісон демонстрував ті ж недоліки та скупість, як і в пам'яті. Генрі був здатний запам'ятовувати інформацію протягом коротких інтервалів часу. Це було перевірено в експерименті з робочою пам'яттю, що включає відкликання раніше представлених чисел; фактично його продуктивність була не гіршою, ніж у контрольних суб'єктів. Це відкриття свідчить про те, що робоча пам'ять не залежить від медіальних скроневих структур. Значною мірою неушкоджений пошук слів Молісоном свідчить про те, що лексична пам'ять не залежить від медіальних часових структур.

### Навчання руховим навичкам
На додаток до його неушкодженої робочої пам'яті та інтелектуальних здібностей, дослідження здатності Молісона набувати нових рухових навичок сприяли продемонстрованому збереженню рухового навчання. У дослідженні, проведеному Мілнером на початку 1960-х років, Молісон набув нового вміння малювати фігуру, дивлячись на її відображення в дзеркалі. Зокрема, Генрі Молісона попросили накреслити третю зірку у вузькому просторі між двома концентричними зірками, дивлячись лише на відображення свого паперу та олівця в дзеркалі. Як і більшість тих, хто виконує це завдання вперше, він не впорався добре і виходив за межі лінії близько 30 разів. Мілнер змусив його виконувати це завдання 10 разів на день і побачив, що кількість помилок, які він зробив, щоразу зменшувалася. Генрі Молісон зробив близько 20 помилок під час другого випробування, 12 помилок під час третього, а до 10-го випробування в перший день він зробив лише близько 5-6 помилок. Кожного разу, коли Генрі Молісон виконував завдання, результат покращувався, хоча він не пам'ятав про попередні спроби чи що колись виконував завдання. На другий день він зробив значно менше помилок для кожної спроби в середньому, а на третій день він майже не зробив помилок для кожної спроби. Мілнер дійшов висновку, що несвідомі моторні центри та частини мозку, відповідальні за процедурну імпліцитну пам'ять, такі як базальні ганглії та мозочок, можуть запам'ятовувати те, про що свідомий розум забув. Ці структури були недоторканими в мозку Г. М., і тому він зміг добре впоратися з цим завданням після повторних випробувань.
Подальші докази неушкодженого моторного навчання були надані в дослідженні, проведеному Сюзанною Коркін. У цьому дослідженні Молісона було перевірено на трьох завданнях на навчання моториці та продемонстровано повну здатність до навчання моторики в кожному з них.
Експерименти, що включають праймінг повторення, підкреслили здатність Молісона набувати неявних (несвідомих) спогадів, на відміну від його нездатності набувати нових явних семантичних та епізодичних спогадів. Ці висновки свідчать про те, що пам'ять про навички та зачинення повторення покладаються на інші нейронні структури, ніж спогади про епізоди та факти; в той час як процедурна пам'ять і праймінг повторення не покладаються на медіальні часові структури, вилучені з Molaison, семантична та епізодична пам'ять покладаються.
Дисоціація прихованих і явних здібностей Молісона до навчання вздовж їхніх базових нейронних структур стала важливим внеском у розуміння людської пам'яті: довготривалі спогади не є єдиними і можуть бути диференційовані як декларативні чи недекларативні.

### Просторова пам'ять
За словами Коркіна, дослідження здібностей Молісона до пам'яті також дозволили зрозуміти нейронні структури, відповідальні за просторову пам'ять і обробку просторової інформації. Попри його загальну нездатність формувати нові епізодичні або фактичні довгострокові спогади, а також його важкі порушення в певних тестах на просторову пам'ять, Молісон зміг намалювати досить детальну карту топографічного плану свого місця проживання. Цей висновок є чудовим, оскільки Молісон переїхав до будинку через п'ять років після операції, і, отже, враховуючи його важку антероградну амнезію та інформацію з інших випадків, загальне очікування полягало в тому, що придбання топографічної пам'яті також було б порушено. Коркін висунув гіпотезу, що Молісон «зміг побудувати когнітивну карту просторового планування свого будинку в результаті щоденного пересування з кімнати в кімнату».
Стосовно нейронних структур, що лежать в основі, Коркін стверджує, що здатність Молісона сприймати план поверху пов'язана з частково неушкодженими структурами його мережі просторової обробки (наприклад, задньою частиною його парагіпокампальної звивини). На додаток до його топографічної пам'яті, Молісон продемонстрував певну навичку в завданні на запам'ятовування та розпізнавання зображень, а також у тесті на розпізнавання відомих облич, але в останньому лише тоді, коли йому надали фонематичний сигнал. Позитивна продуктивність Молісона у завданні розпізнавання зображень може бути пов'язана з тим, що частини його вентральної периринальної кори були збережені.
Крім того, Коркін стверджує, що, попри загальну нездатність Молісона формувати нові декларативні спогади, він, здавалося, міг отримати невеликі та збіднені фрагменти інформації щодо суспільного життя (наприклад, пошук імен знаменитостей). Ці висновки підкреслюють важливість звільнених екстрагіпокампальних ділянок у семантичній пам'яті та пам'яті розпізнавання та покращують розуміння взаємозв'язків між різними медіальними структурами скроневої частки. Значні порушення Молісона в певних просторових завданнях є додатковим доказом асоціації гіпокампа з просторовою пам'яттю.

### Консолідація пам'яті
Інший внесок Молісона в розуміння людської пам'яті стосується нейронних структур процесу консолідації пам'яті, який відповідає за формування стійких довгострокових спогадів. Молісон продемонстрував тимчасову ретроградну амнезію таким чином, що він «все ще міг пригадати спогади дитинства, але йому було важко згадати події, які відбулися протягом років, що безпосередньо передували операції». Його старі спогади не були порушені, тоді як спогади, відносно близькі до операції, були. Це є доказом того, що спогади старшого дитинства не покладаються на медіальну скроневу частку, тоді як більш пізні довгострокові спогади, здається, це роблять. Передбачається, що медіальні скроневі структури, які були видалені під час операції, беруть участь у консолідації спогадів таким чином, що «взаємодія між медіальною скроневою часткою та різними латеральними кортикальними областями зберігає спогади за межами медіальної скроневої частки шляхом повільного формування прямих зв'язків між корковими представленнями досвіду».

## Суперечка після смерті
7 серпня 2016 року стаття в New York Times, написана Люком Діттріхом, онуком нейрохірурга Молісона Вільяма Бічера Сковілла, викликала низку занепокоєнь щодо того, як дані та згода Молісона були проведені головним науковцем, який досліджував його, Сюзанною Коркін. У статті стверджувалося, що Коркін знищила дослідницькі документи та дані та не змогла отримати згоду найближчих живих родичів Молісона. У відповідь на статтю група з понад 200 провідних неврологів підписала публічний лист, стверджуючи, що стаття була упередженою та вводить в оману, а Массачусетський технологічний інститут опублікував спростування деяких звинувачень у статті Діттріха. Це, своєю чергою, було спростовано Діттріхом, який надав запис інтерв'ю з Коркін, у якому вона сказала, що знищила великі обсяги даних і файлів, які стосувалися Генрі Молісона. Друге спростування було видано 20 серпня 2016 року у відповідь на критику на адресу Коркіна, включаючи той факт, що в цьому самому записаному інтерв'ю Коркін каже, що під час переміщення лабораторії в минулому інші файли та дані були відкинуті, а тимчасово «ми зберігали матеріали Генрі Молісон».
Психолог Стюарт Вайз пише про цю полеміку та дії двохсот учених, які відповіли на критику Коркіна. Вайз стверджує, що, поспішаючи захистити Коркіна, вони ризикували своєю довірою та авторитетом, «зважуючись на теми, що знаходяться поза межами їхнього кола знань». «Підписанти відповіли дуже швидко» лише через два дні після публікації статті NYT, вони не знали про «конкретні заяви про упередженість», і дуже небагато з підписантів «могли мати відповідні знання про факти». Консенсус науки важливий, але консенсус має ґрунтуватися на фактичних знаннях предмета, а не як реакція на те, щоб «стати на захист улюбленого колеги».

## У популярній культурі
Баксендейл (2004) цитує життя Молісона як часткове натхнення для фільму Крістофера Нолана 2000 року Memento, вплив якого призвів до реалістичного зображення антероградної амнезії.